# Arroyo de los Molles (Arroyo de Chamangá)
Der Arroyo de los Molles ist ein Fluss in Uruguay.
Er entspringt einige Kilometer nordöstlich von Cerro Colorado und unweit nordwestlich der Quelle des del Duraznito. Von dort verläuft er auf dem Gebiet des Departamentos Flores in nordöstliche Richtung und mündet östlich von Juan José Castro als linksseitiger Nebenfluss in den Arroyo de Chamangá.